# Mount Ulysses
Mount Ulysses je s nadmořskou 3 024 metrů nejvyšší hora horských pásem Muskwa Ranges a nejvyšší hora nejvzdálenější severní části Skalnatých hor. Hora leží v centrální části pohoří, na severovýchodě Britské Kolumbie. Název Mount Ulysses pochází od R. Westa, podle Homérova Odyssea.
Mount Ulysses náleží k nejprominentnějším vrcholům v Kanadských Skalnatých horách a rovněž k horám s nejvyšší izolací v Britské Kolumbii.